# Дракончик гвінейський
Дракончик гвінейський, Trachinus armatus, є видом риб родини Trachinidae, ряду Perciformes. Поширені у східній Атлантиці вздовж берегів Африки від Мавританії до Анголи. Морська тропічна демерсальна риба, сягає 35 см довжиною.